# Юган Нурдаль Брун
Юган Нурдал Брун  (норв. Johan Nordahl  Brun; 21 березня 1754, Тронгейм — 26 липня 1816, Берген) — норвезький поет, драматург, політичний діяч, єпископ Бергена (1804—1816).

## Життєпис
Юган Нурдал Брун народився 21 березня 1754 року в норвезькому місті Тронгеймі.
У 1767 році перебрався до Копенгагена, де склав екзамени з богослов'я. Під час навчання в Копенгагенському університеті став одним із значимих членів Норвезького товариства, яке об'єднало молодих норвезьких письменників і філософів. З 1774 по 1804 роки Юган був парафіяльним священником. У 1804 році став єпископом Бергена.

### Знамениті родичі
Григ Юхан Нурдал Брун, норвезький письменник, потомок Югана Нурдала, названий на честь відомого попередника.

## Творчість
Брун зробив значний внесок у становлення національної норвезької літератури, стояв біля витоків норвезького романтизму.[джерело?] Він написав першу в історії норвезької літератури п'єсу «Einer Tambeskielver» (1772). П'єса сприяла підняттю національного духу та неодноразово ставилась на сцені. Він написав багато віршів, у тому числі перший неофіційний гімн Норвегії, а також опублікував збірку Євангельських псалмів (1786).

## Відзнаки та нагороди
Юган Нурдал Брун нагороджений орденом Данеброг — другим по значимості лицарським орденом Данії. Також він був нагороджений орденом цивільних заслуг — орденом Полярної Зірки як пастир, який намагався привернути віруючих до християнських доброчинів.